# Kanadyjka (łóżko)

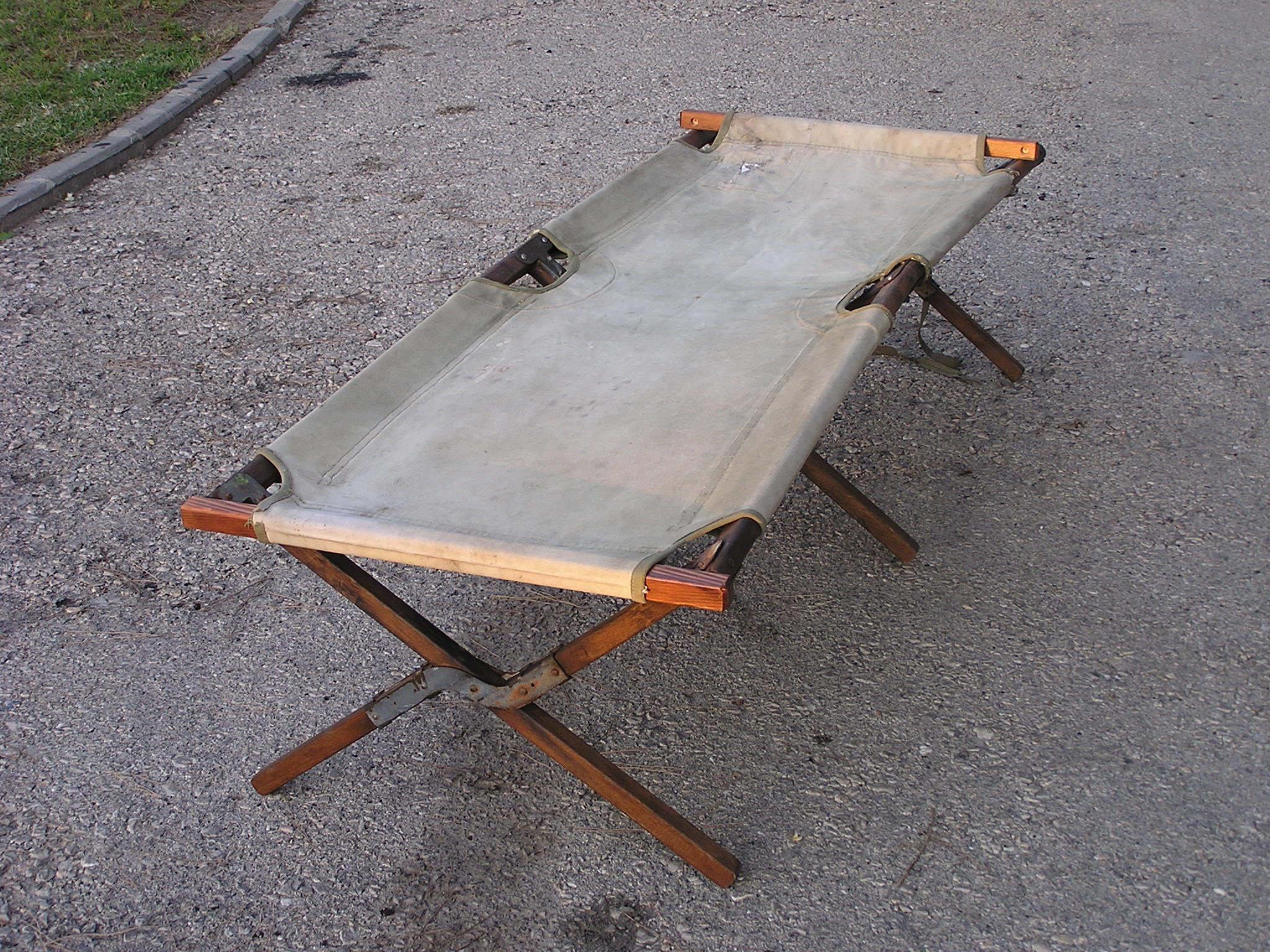
Kanadyjka używana przez Amerykanów podczas II wojny światowej

Kanadyjka – rodzaj składanego łóżka stosowanego powszechnie w namiotach typu NS lub "10" (dziesiątka) w wojsku i harcerstwie. 
Konstrukcja łóżka oparta jest na trzech krzyżakach połączonych czterema podłużnymi elementami, na które nawleczone jest brezentowe poszycie stanowiące po rozłożeniu leżysko. Usztywnienie konstrukcji następuje po założeniu u wezgłowia i w nogach rozpórek (zwanych też zapałkami, poprzeczkami czy usypiaczami). Złożona konstrukcja jest zwartym pakunkiem długości około 1 m i waży około 15 kg, po rozłożeniu łóżko ma wymiary około 190 x 70 cm. Wykonana jest najczęściej z grubego płótna – brezentu, plandeki, drewna i metalowych elementów łączących. W nowych konstrukcjach elementy drewniane zastąpiono elementami z aluminium lub stali. Istnieją różne wersje, także o konstrukcji mieszanej – metalowo-drewnianej, których elementy nie są wzajemnie zgodne i nie mogą być wymieniane pomiędzy różnymi modelami. Komplet z łóżkiem stanowią wykonane z dermy od dołu i tkaniny od góry pikowane materace grubości około 5 cm wypełnione watoliną lub ścinkami tkaniny.